# ハート泥棒
「ハート泥棒」（ハートどろぼう）は、1976年9月1日に発売されたキャンディーズの11枚目のシングル。

## 解説
- 解散コンサート時点でのシングル売上は累計19万枚（CBS・ソニー調べ）[1]。
- サビとスキャットは3声和音でそれ以外はユニゾンである。
- 解散コンサートで披露された最初のシングル曲である。

## 収録曲
- 両楽曲共に、作詞：林春生／作曲：すぎやまこういち

1. ハート泥棒（3分28秒）
編曲：船山基紀
2. 今がチャンスです（3分40秒）
編曲：あかのたちお

## カバー
ハート泥棒
- クリスタル・スリー（1979年、LP『キャンディーズ・ディスコ・ヒート』でカバー。歌詞は英語（訳詞：MITSU NANAMI））